# Cerdo Pampa-Rocha
El cerdo Pampa-Rocha es una raza porcina criolla propia del departamento de Rocha en Uruguay. Sus orígenes se presumen vinculados a animales introducidos por los colonizadores españoles y portugueses, así como posteriores aportes de otras razas (Berkshire y Poland China).

## Características
Se define al Pampa-Rocha como un cerdo de manto negro con hasta seis puntos blancos ubicados en el hocico, la punta del rabo y las cuatro patas, si bien en algunos ejemplares aparecen algunas manchas en otra parte del cuerpo. Posee una papada predominante, pescuezo corto y grueso, vientre pronunciado y jamones pequeños. Sus orejas son grandes y caídas sobre los ojos (tipo céltico). Poseen un número medio de 12 pezones.
Se destacan como bondades de la raza la longevidad productiva de las cerdas, mansedumbre, adaptación al pastoreo y buena habilidad materna asociada a una importante producción de leche